# Dave Marsh (cyclisme)
Dave Marsh, né le 28 décembre 1894 à Londres et mort en 1960 à Epping, est un coureur cycliste britannique. Il a notamment été champion du monde sur route amateur en 1922

## Biographie
Dave Marsh naît le 28 décembre 1894 à Londres au Royaume-Uni.
Champion du monde sur route amateur en 1922, il a participé aux Jeux olympiques d'été de 1920 et 1924, prenant respectivement les 26e et 24e places des courses individuelles sur route.
Il meurt en 1960 à Epping.

## Palmarès
- 1922
  -  Champion du monde sur route amateurs